# Chauliacia canarisi
Chauliacia canarisi es un ácaro de las plumas que parasita a vencejos.